# Talat Bakikhanov
Pour les articles homonymes, voir Bakikhanov.
Talat Bakikhanov (en azéri : Tələt Soltan oğlu Bakıxanov ; né le 13 juin 1927 à Bakou et mort le 30 mai 2000 à Bakou) est un joueur azerbaïdjanais de kamantcha, interprète de mugham, artiste émérite de la RSS d'Azerbaïdjan (1975).

## Carrière du musicien
En 1945-1947, Talat Soltan oghlu Bakikhanov est diplômé de l'école de théâtre. Son oncle Ahmed Bakikhanov joue un grand rôle dans le développement du jeune musicien. En 1947-1949, il suit les cours à l'École nationale de musique d'Azerbaïdjan Asaf Zeynalli. Depuis 1947, il est le soliste de l'ensemble de chant et de danse du Théâtre philharmonique d'État d'Azerbaïdjan Muslim Magomayev.

## Activité artistique
Talat Bakikhanov fait des tournées dans plusieurs pays étrangers tels que la France, l'Indonésie, Malte, l'Iran, la Turquie et la Syrie, et accompagne des chanteurs de premier plan dans le cadre du trio mugham. Il est connu comme l'un des meilleurs interprètes de mughams azerbaïdjanais, en particulier de mugham instrumental Segah.

## Concours
Talat Bakikhanov participe et remporte d'importants concours et symposiums nationaux et internationaux. Dans les années 1970 et 1980, il participe aux premier et deuxième symposiums internationaux sur Traditions et modernité de la musique professionnelle des peuples du Proche et du Moyen-Orient tenus à Samarkand, et avec des artistes tels que Bahram Mansourov, Djanali Akperov et Alim Qasimov. 
Après 1988, Talat Bakikhanov travaille à l'École secondaire spécialisée de musique Bul-Bul.

## Récompenses
- Artiste émérite de la RSS d'Azerbaïdjan (1975)